# Ramón Zaydín
Ramón Zaydín, właśc. Ramón Zaydín y Márquez Sterling (ur. 1895, zm. 1968) – kubański prawnik i polityk związany z Demokratyczną Koalicją Socjalistyczną (CSD), w latach 1942–1944 premier Kuby.

## Życiorys
Urodził się w 1895 roku.
Był adwokatem, profesorem prawa na Uniwersytecie w Hawanie.
Swoją karierę polityczną związał z Demokratyczną Koalicją Socjalistyczną (CSD).
W 1940 był współtwórcą konstytucji Kuby. Był delegatem do Izby Reprezentantów, a następnie jej przewodniczącym (spikerem), pełnił także urząd senatora.
Sprawował urząd premiera Kuby od 16 sierpnia 1942, kiedy to zastąpił na stanowisku Carlosa Saladrigasa, przez dwadzieścia miesięcy do 16 marca 1944. Jego następcą został Anselmo Alliegro. Zarówno jego poprzednik jak i następca również związani byli z CSD.
Zmarł w 1968 roku.